# Grand Central Belge

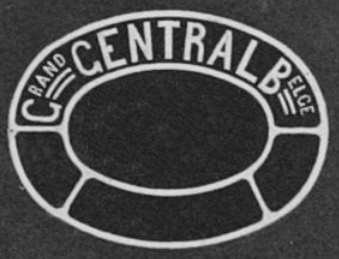
Logo auf den Lokomotiven

Die Grand Central Belge (GCB) war ein Konsortium privater belgischer Eisenbahngesellschaften, das zwischen 1864 und dem Ende des 19. Jahrhunderts bestand. Es entstand durch verschiedene Fusionen in den Jahren 1864 bis 1867. Das Konsortium spielte eine wichtige Rolle bei der Entwicklung des belgischen Eisenbahnnetzes in dieser Zeit.

## Geschichte

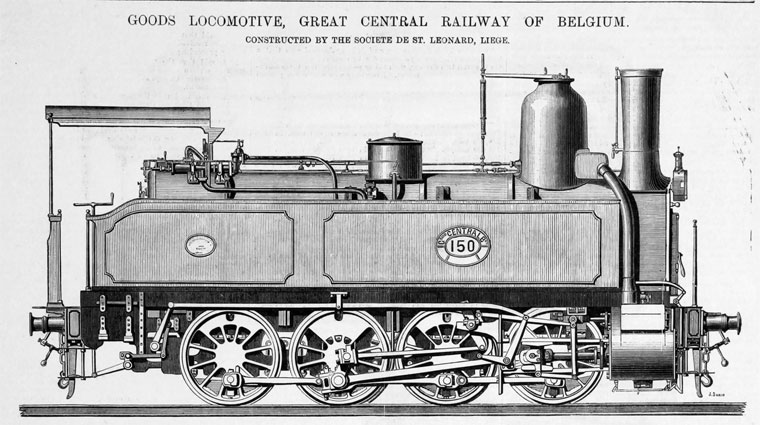
Lokomotive Nr. 150, gebaut 1865

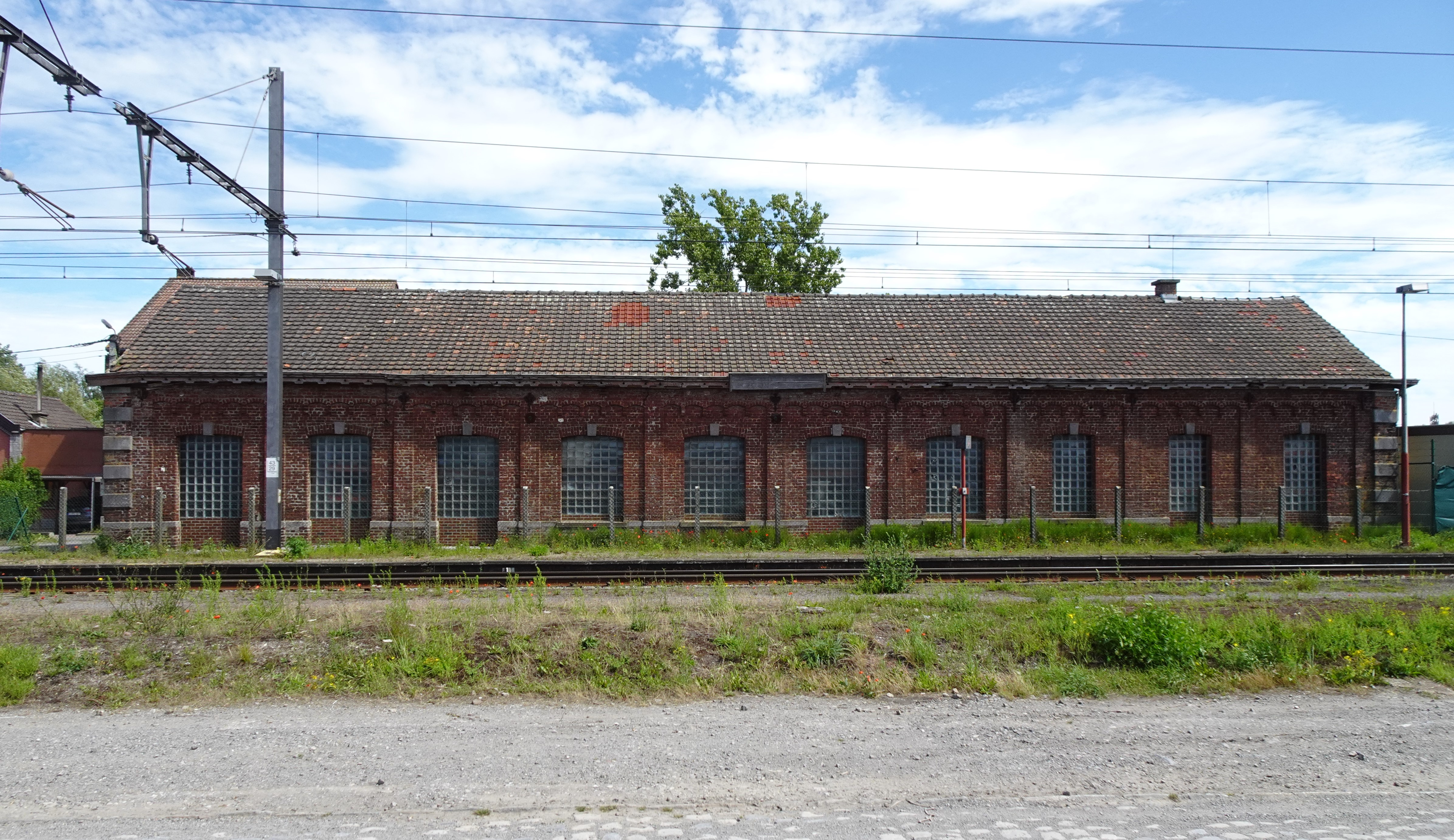
Der 1877 gebaute Bahnhof der GCB in Tilly ist heute ein Lagerhaus

### Vorgeschichte
1859 fusionierten die privaten Bahngesellschaften Chemins de fer de Charleroi à Louvain und Chemin de fer de Morialmé à Châtelineau zur Chemins de fer de l’Est Belge (ES). Die beiden Gesellschaften hatten 1855 ihre Bahnstrecken von Löwen über Ottignies nach Marcinelle bzw. zwischen Châtelineau und Morialmé eröffnet. 1862 eröffnete die ES die Strecken zwischen Lodelinsart und Châtelineau, sowie von Morialmé nach Givet in Frankreich. Die 1861 gegründete Chemins de fer du Nord de la Belgique (ND) stellte 1863 die Bahnstrecke Löwen–Herentals fertig und übertrug der ES den Betrieb der Strecke. 1865 folgte die Strecke Aarschot–Diest.

### Gründung der Grand Central Belge
Die Grand Central Belge entstand im Juli 1864 durch den Zusammenschluss der Chemins de fer de l’Est Belge (ES) mit der Chemins de fer d’Anvers à Rotterdam (AR). Die AR hatte 1855 die Bahnstrecke Antwerpen–Moerdijk und die Bahnstrecke Roosendaal–Breda in den Niederlanden eröffnet und betrieb die Bahnstrecke zwischen Lier und Turnhout im Auftrag der Chemin de fer de Lierre à Turnhout (LT).
Im Juli 1865 kam die Chemin de fer de l’Entre-Sambre-et-Meuse (EM) hinzu, die in den Jahren 1848 bis 1854 mehrere Strecken mit einer Gesamtlänge von rund 105 km in der Region Entre-Sambre-et-Meuse errichtete und betrieb.
Die Holdinggesellschaft hinter der GCB war die Chemins de fer du Nord de la Belgique (ND), die wiederum eine Tochtergesellschaft der Société générale de Belgique und der Bankiersfamilien Bischoffsheim und de Hirsch war.

### Ausbau des Netzwerks
Ab 1. August 1867 pachtete die GCB auch die Bahnstrecke Aachen–Maastricht der in Zahlungsschwierigkeiten geratenen preußischen Aachen-Maastrichter Eisenbahn-Gesellschaft (AMEG). Auch die im Juni 1879 eröffnete Bahnstrecke zwischen Antwerpen und Mönchengladbach wurde ab der Eröffnung auf ihrer ganzen Länge von der GCB betrieben.
In ihrer Blütezeit Mitte der 1880er Jahre betrieb die GCB ein rund 625 km langes Streckennetz in der Normalspurweite in Belgien, den Niederlanden und dem Deutschen Reich.

### Übernahme durch den Staat
Am 1. Januar 1897 wurde das gesamte belgische Eisenbahnnetz der GCB verstaatlicht. Die Gesellschaft betrieb ihre Strecken jedoch bis zum 30. Juni 1898 im Auftrag der Belgischen Staatsbahnen weiter. Die in den Niederlanden liegenden Strecken wurden 1898 von der Niederländischen Staatsbahnen-Betriebsgesellschaft übernommen und die im Deutschen Reich gelegenen Strecken von den Preußischen Staatseisenbahnen.

## Fahrzeuge

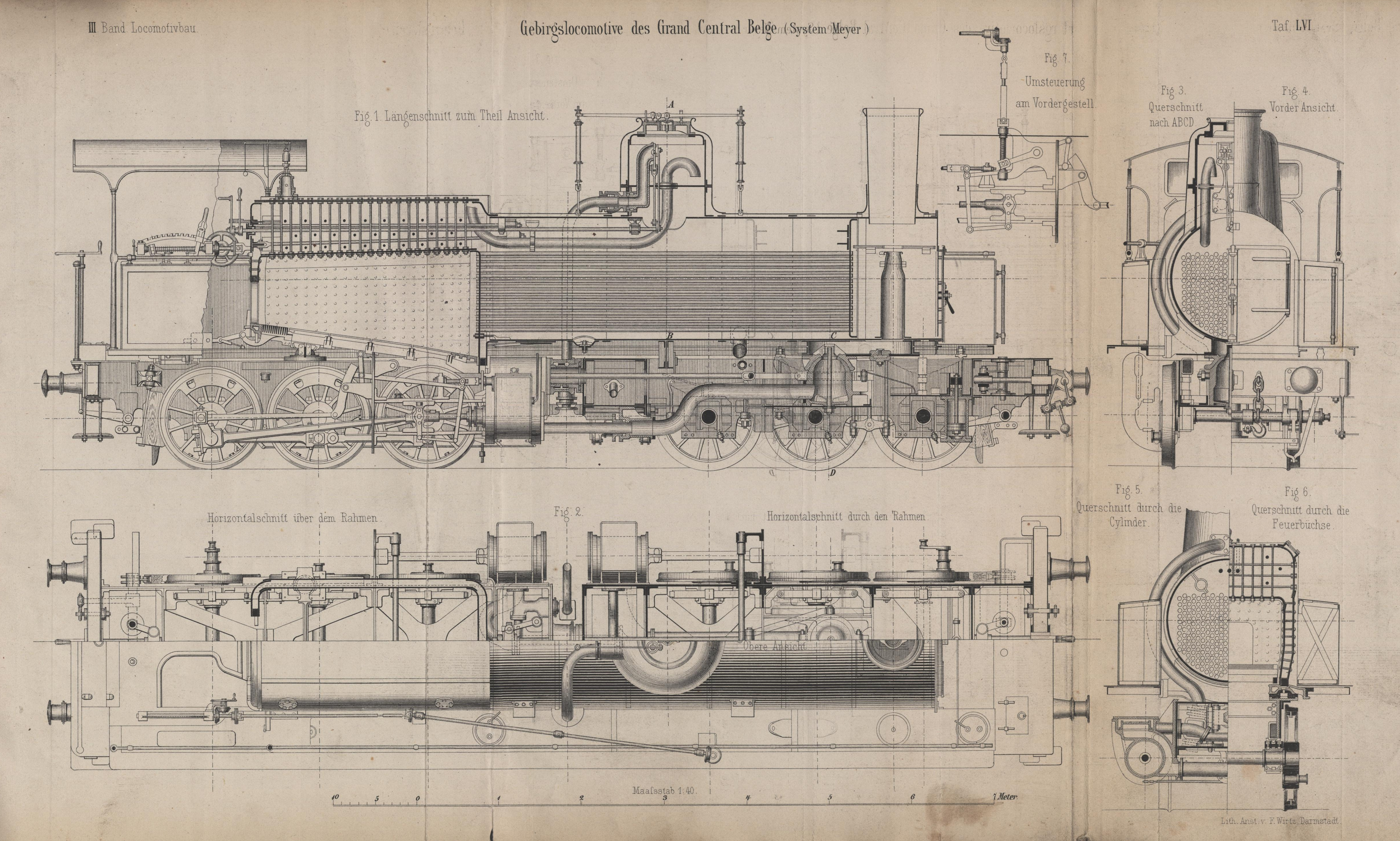
Meyer-Lokomotive Nr. 300

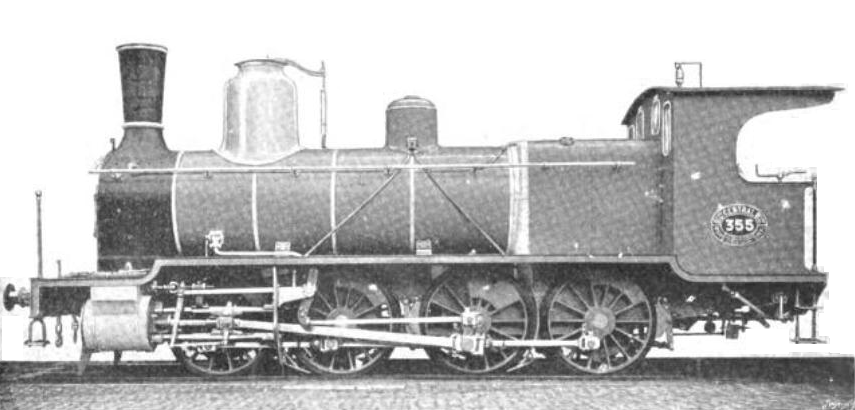
Lokomotive Nr. 355, gebaut 1891

Zum Zeitpunkt der Gründung besaß die Gesellschaft 140 Dampflokomotiven. Die GCB setzte bei Güterzügen in der Regel Dampflokomotiven mit der Achsfolge D ein. 1876 waren bereits 51 Lokomotiven dieser Bauart in Verwendung. Um 1880 kamen auch zehn von Borsig 1871 gebaute Lokomotiven der österreichischen Baureihe kkStB 571 zur GCB. 1872 ließ man bei der Société Franco-Belge eine Lokomotive der Bauart Meyer bauen, die auch auf der Weltausstellung 1873 in Wien ausgestellt wurde. Die Existenz dieser 72 t schweren Lokomotive war recht kurz. 1878 wurde die Maschine in den bahneigenen Werkstätten komplett zerlegt und die Teile zum Bau von zwei kleinen Rangierlokomotiven verwendet.
Am 1. Januar 1882 verfügte die GCB über 208 Dampflokomotiven, 345 Personenwagen, 212 Gepäckwagen und 7164 Güterwagen.
Bei der Verstaatlichung übergab die Gesellschaft 234 Dampflokomotiven, eine unbekannte Zahl an Personenwagen und 7027 Güterwagen an die Belgischen Staatsbahnen. Die Lokomotiven des GCB waren dafür bekannt, dass sie ausgezeichnet gewartet und gepflegt wurden. Unter den 234 Maschinen waren 102, die bereits vor 1864 gebaut wurden.
Die GCB war 1884 die erste Bahngesellschaft in Belgien, die in ihre Personenwagen Warmwasserheizungen einbaute.
Güterwagen waren grau gestrichen und hatten weiße Beschriftungen mit rotem Schatten. Sie trugen das Eigentumsmerkmal „GD. CL. BE.“ auf den Wagenseiten.  
Wagen, die auch für den Übergang auf deutsche und niederländische Bahnen zugelassen waren, trugen außerdem ein weißes „B“ in einer Raute . Die GCB war zudem Mitglied im Verein Deutscher Eisenbahnverwaltungen (VDEV).